# 鱼通土司
鱼通土司（藏語：འགུ་ཐང་།，威利转写：'gu thang）是清朝至民国时期四川境内的一个世袭土司，为嘉绒十八土司之一。其辖境在今甘孜藏族自治州康定市境内，治所位于麦崩乡的为舍村。
嘉绒十八土司中最初并无鱼通土司之名，天全土司灭亡后，鱼通土司被列为十八土司之一。鱼通之地名义上隶属于明正土司，但处在穆坪土司的实际控制下，每年向穆坪土司进贡。1700年（康熙三十九年）发生昌侧集烈之乱，打箭炉营官昌侧集烈假借固始汗之力称霸一方，攻杀明正土司奢扎寨巴，侵扰周边各地。1710年（康熙四十九年），明正土司之女桑结暂时代领穆坪土司之印，后因明正土司无嗣，桑结兼袭明正土司之印。桑结结婚时，鱼通地区被作为嫁妆，正式划归穆坪土司管辖。
嘉庆年间，穆坪土司的一妻一妾之间发生争嫡事件，妻子包氏无法得到土司甲凤翔的庇护，便带着儿子甲天恩逃到鱼通，在当地头人的支持下，仍自称“诚勤巴图鲁穆坪宣慰使司”，争夺穆坪土司之位。甲凤翔死后，由另一个儿子甲木参生郎多吉继任穆坪土司。
占据鱼通地区的甲天恩及其继任者为了争取名分，极力向清朝效忠，积极协助清朝镇压叛乱。经甲天恩、甲木参纳楚、甲木参彭错祖孙三代的努力，甲木参彭错终于在1833年（道光十三年）接受“鱼通长官司”之印，被清廷正式认定为独立的土司。但双方依旧争夺继承权，直到1879年（光绪五年）双方纠纷才得以解决。
1911年，赵尔丰没收了鱼通土司甲安国的印信，将其改土归流，但鱼通土司在当地仍有很大势力。民国时期，鱼通土司甲安仁被川军军阀刘文辉委任为“特种保安大队长”。1950年，中国人民解放军占领康定以后，甲安仁被委任为西康省藏族自治区人民政府委员、政协委员。1951年7月，甲安仁发动叛乱，被中国人民解放军派兵镇压，甲安仁被杀死，鱼通土司至此灭亡。

## 历代土司
1. 甲木参彭错
2. 甲木参功布
3. 甲木参泽旺
4. 甲木参生（甲安国）
5. 甲安仁